# Словенски Орфеј (драма)
Словенски Орфеј (1992) је драма српског писца Зорана Стефановића, у којој је древни балкански мит протумачен језиком геополитике, словенских обреда и научне фантастике.
Комад, прихваћен и од критике и од публике, један је зачетника постјугословенске драматургије и позоришта у Србији и Северној Македонији. 

## Ликови
- Орфеј, али је такође и "Аполон" и Вођа-Злослутник;
- Дионис, али је "Зевс", Аристеј-Змија и "Хад";
- Еуридика, али је и Хера ;
- Аполон;
- Лахеса, суђаја
- Атропа, суђаја
- Клото, суђаја
- Пан, али је и Кербер;
- Сибила;
- Мајнада-Падалица;
- Нимфе и сатири, који су такође "Богови", "Богиње", "Суђаје", "Мртве душе" и Регрути.

## Основне информације
Позоришну праизведбу је извело у Македонији Народно позориште „Антон Панов“ из Струмице (1992), а радијску у Србији Драмски програм Радио Београда (2002). 
Поставка драме „Словенски Орфеј“ у режији Горана Тренчовског (1992) једна је од зачетника постјугословенске драматургије и позоришта у Македонији и Србији.
Драма је повољно оцењивана од домаће и стране критике,, ушла је и у стране енциклопедије и историје драме и позоришта. Вишеструко је објављивана у штампаном и електронском облику, а снимак македонске представе двадесетак пута је емитован преко сателита у 21. веку. 
Преводи: македонски (1992), енглески (2002), украјински (2010) и руски (2011). 
На стрипским изложбама излагана адаптација у стрипски серијал коју раде  Зоран Туцић и Вујадин Радовановић.

## Награде и признања
- 1992: Награда „Јосип Колунџић“ за најбољу драму на Факултету драмских уметности у периоду 1991-1992.
- 1992. Македонска представа увршћена у званичну селекцију београдског БИТЕФ-а, али је Министарство културе Македоније забранило гостовање у Београду, по основу ембарга у Уједињених нација према Југославији (који је укључивао и културу).
- 1993: Ревија Екран, Скопље. Представа струмичког позоришта номинована за најбољу представу у Републици Македонији у 1992. години.
- 2002: Српска радијска верзија номинована за „Prix Europa“ у Берлину.
- 2010. Италијанска енциклопедија „Де Агостини“ уврстила Стефановића због Словенског Орфеја међу четири најзначајнија српска драмска писца у постјугословенском раздобљу
- 2012. У Македонији почела да излази театролошка едиција „Словенски Орфеј“, која је до сада објавила књиге Боре Драшковића, Сашка Насева, Горана Тренчовског и Зорана Стефановића.

## Из рецензија "Словенског Орфеја"
- Успјела симбиоза древног мита и модерног масмедијског искуства. — Гојко Божовић, дневни лист Побједа, Подгорица 1992.[6]
- Драмски текст Зорана Стефановића [...] поседује неколико ванредних одлика [...] Прича о словенском Орфеју [...] може се читати и као брижљива етнографска студија о словенској религији Веселина Чајкановића, и као политички есеј о актуелном, тзв. новом поретку, али и као било који амерички научнофантастични стрип Френка Милера. — Петар Грујичић, дневни лист Борба, Београд 1992.[7]
- Оно што Стефановића издваја као самосвојног аутора, што је залога његове аутентичности, [...] јесте његова опорост, горчина, убојитост, директна провокација. Заслугу за то не носе његове године, већ чини се наслеђе силовитости барбарогенија, талог једне истинске уметничке побуне карактеристичне за ово овде парче Балкана. Та комбинација једног средњoевропског промишљања света и једног силовитог, Мицић би рекао 'дивљачког', духа и замаха, сад мрачног, сад безобразног, специфичност је писца Стефановића. — Дубравка Кнежевић, поговор књиге Словенски Орфеј и друге драме Београд, 1995.[8]
- [Писац] доноси, за овдашњу театарску рутину, нетипичну (читај нереалистичку), експерименту, фантастици и гротески наклоњену осећајност, која плени слојевитошћу и вишеструким значењским равнима. — Илија Бакић, магазин Време, Београд 1995.[9]
- [Очигледно је] постојање слојевитог интелектуалног дискурса, особене позоришне естетике, као и угледање на ону традицију која је у историји позоришта била најзахтевнија. — Петар Грујичић, рецензија књиге Словенски Орфеј и друге драме Београд, 1995.[10]
- Поетика Зорана Стефановића [је] сасвим диспаратна у нашем књижевном простору. [...] Он не слика, он обликује. Он не узима премного из стварности, па и оно што из ње позајмљује служи му као грађа за трагање за суштином људи и појава. — Владимир Стаменковић, рецензија рукописа књиге Словенски Орфеј и друге драме, 1995).[11]
- Стефановић зналачки користи сликовите метафоре, али и изричиту иронију, како би читаоца привео равно до прикривене бити својих драма. [...] Он ствара један вишезначан и густ рукопис који, сасвим суверено, опстаје и изван театарске сцене. Парадокс је своје врсте једино чињеница да су, упркос њиховим несумњивим могућностима, Стефановићеви комади, до данас, правилније „прочитавани“ у иностранству него у Србији. — Душан Видаковић, магазин Ваљевац, Ваљево 1995.[12]
- Оно што [...] најпре упада у очи јесте велико језичко мајсторство [...] Стефановић пише сочним, разиграним српским језиком, коме посебан шарм даје спој старинске лексике и синтаксе, и модерних [...] израза. Можда највећа вредност Стефановићевих комада лежи у великој лакоћи са којом се њихове радње на различитим нивоима развијају: они напросто клизе и неодољиво нас вуку за собом. — Иван Вуковић, магазин Погледи, Крагујевац 1995.[13]
- Није тешко изнаћи паралеле са данашњим приликама на Балкану и у свету уопште [...] И све [у драми] је дато у једној духовитој и врло занимљивој пројекцији. — Ранко Бурић, дневни лист Политика, Београд 2002.[14]